# Esquilada

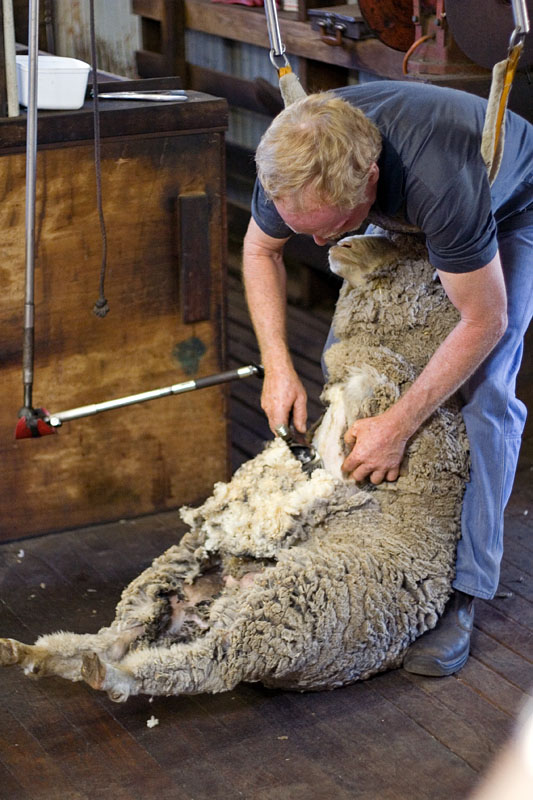
L'esquila d'una ovella merina a Austràlia Occidental.

L'esquilada, xolla o tosa és el procés de treure el velló de llana d'una ovella. La persona que treu la llana s'anomena esquilador, esquilet o tonedor. Normalment, les ovelles són esquilades una vegada a l'any. Això es fa sovint en un cobert d'esquila, una instal·lació dissenyada especialment. La xolla és una part essencial de la ramaderia ovina en molts països arreu del món.